# Britney (album)
Britney – trzeci studyjny album wokalistki Britney Spears. Okazał się dużym sukcesem komercyjnym. Sprzedał się w liczbie ok. 16 milionów egzemplarzy na całym świecie. Britney promowała płytę trasą koncertową Dream Within a Dream Tour.

## Twórcy albumu
Producentami albumu byli mi. Max Martin, Justin Timberlake (ówczesny chłopak Britney) i The Neptunes.

## Lista utworów

### Edycja amerykańska
1. „I’m a Slave 4 U” (Hugo, Williams) – 3:23
2. „Overprotected (The Darkchild Remix)” (Max Martin, Rami) – 3:18
3. „Lonely” (Jerkins, Kierulf, Schwartz, Spears) – 3:19
4. „I’m Not a Girl, Not Yet a Woman” (Dido, Max Martin, Rami) – 3:51
5. „Boys” (Hugo, Williams) – 3:26
6. „Anticipating” (Kierulf, Schwartz, Spears) – 3:16
7. „I Love Rock ’n’ Roll” (Hooker, Merrill) – 3:06
8. „Cinderella” (Max Martin, Rami, Spears) – 3:39
9. „Let Me Be” (Kierulf, Schwartz, Spears) – 2:51
10. „Bombastic Love” (Max Martin, Rami) – 3:05
11. „That’s Where You Take Me” (Kierulf, Schwartz, Spears) – 3:32
12. „What It's Like to Be Me” (Robson, Justin Timberlake) – 2:50

### Edycja światowa
1. „I’m a Slave 4 U” (Hugo, Williams) – 3:23
2. „Overprotected” (Max Martin, Rami) – 3:18
3. „Lonely” (Jerkins, Kierulf, Schwartz, Spears) – 3:19
4. „I’m Not a Girl, Not Yet a Woman” (Dido, Max Martin, Rami) – 3:51
5. „Boys” (Hugo, Williams) – 3:26
6. „Anticipating” (Kierulf, Schwartz, Spears) – 3:16
7. „I Love Rock ’n’ Roll” (Hooker, Merrill) – 3:06
8. „Cinderella” (Max Martin, Rami, Spears) – 3:39
9. „Let Me Be” (Kierulf, Schwartz, Spears) – 2:51
10. „Bombastic Love” (Max Martin, Rami) – 3:05
11. „That’s Where You Take Me” (Kierulf, Schwartz, Spears) – 3:32
12. „When I Found You” (Hill, Elofsson) – 3:36
13. „Before the Goodbye” (Spears, Josh Schwartz, Brian Kierulf, B. Transeau) – 3:48 lub „I Run Away”
14. „What It's Like to Be Me” (Robson, Justin Timberlake) – 2:50

## Single

### Wydane w USA
- „I’m a Slave 4 U”
- „I’m Not a Girl, Not Yet a Woman”
- „Overprotected (Darkchild Remix)”
- „Boys”

### Wydane w Europie
- „I’m a Slave 4 U”
- „Overprotected”
- „I’m Not a Girl, Not Yet a Woman”
- „Boys”
- „I Love Rock ’n’ Roll”

### Wydane we Francji
- „I’m a Slave 4 U”
- „Overprotected”
- „I’m Not a Girl, Not Yet a Woman”
- „Boys”
- „I Love Rock ’n’ Roll”
- „Anticipating”

### Wydane na Filipinach
- „I’m a Slave 4 U”
- „Overprotected”
- „I’m Not a Girl, Not Yet a Woman”
- „That’s Where You Take Me”

## Sprzedaż Albumu
| Australia                | ARIA               | 4x platyna | 470.000+   |                  |
| Austria                  | IFPI               | 3xPlatyna  | 100.000+   |                  |
| Brazylia                 | ABPD               | 8xPlatyna  | 490.000+   |                  |
| Belgia                   | IFPI               | 3xPlatyna  | 150.000+   |                  |
| Kanada                   | CRIA               | 7x platyna | 700,000+   |                  |
| Europa                   | IFPI               | 6x platyna | 6.000.000  |                  |
| Finlandia                | GLF                | 3xPlatyna  | 90.000+    |                  |
| Francja                  | SNEP/IFOP          | 6xPlatyna  | 600.000+   |                  |
| Niemcy                   | IFPI               | 5xPlatyna  | 500.000+   |                  |
| Japonia                  | RIAJ               | 4xPlatyna  | 400.000+   |                  |
| Meksyk                   | AMPROFON           | 3xPlatyna  | 340.000+   |                  |
| Holandia                 | NVPI               | 2xPlatyna  | 90.000+    |                  |
| Szwecja                  | GLF                | Złoto      | 30.000+    |                  |
| Szwajcaria               | IFPI               | 2x platyna | 100.000+   |                  |
| Wielka Brytania          | BPI                | Platyna    | 460.000+   |                  |
| USA                      | RIAA               | 5x platyna | 5.000.000  |                  |
| Notowania Międzynarodowe |                    |            |            |                  |
| Świat                    | United World Chart | 1          | 15.000.000 | Diamentowa Płyta |